# Марусик Тарас Павлович
Тара́с Па́влович Мару́сик (нар. 5 травня 1955, с. Яблуниця (Поляниця), Надвірнянський район, Івано-Франківська область) — український журналіст, державний службовець, фахівець з мовної політики, громадський діяч, перекладач.

## Життєпис

### Родина
Українець; батько Павло Іванович (1918—2006); мати Катерина Методіївна (1929); брат Іван (1948); дружина Наталія (1960) — н.п музею УНР; дочка Ірина (1978), сини Микола (1989) і Павло (1991).

### Освіта
- Дрогобицький педагогічний інститут ім. І.Франка, факультет іноземних мов (1972—1976), учитель франц. мови;
- Бурґундський університет, факультет права (1994—1995), «Культурна політика і мистецька діяльність».

### Кар'єра
- 1976 — 1977 — учитель французької мови в Яблуницькій СШ Івано-Франківської області
- 1977 — 1986 — учитель французької мови в Сокирницькій СШ Закарпатській області
- 1986 — 1989 — аспірант лабораторії навчання іноземних мов Українського НДІ педагогіки.
- 1 вересня 1990 — секретар Республіканської асоціації українознавців.
- 1 липня 1990 — викладач французької мови в Київському державному педагогічному інституті іноземних мов.
- 1990 — 1993 — головний консультант в Комісії з питань культури Верховної Ради України.
- 1993 — 1994 — український стипендіат французького уряду, Міністерства культури і франкомовности, Міністерства закордонних справ, Національної французької комісії ЮНЕСКО, Бурґундського університету.
- З грудня 1994 по грудень1995 — радник міністра в Міністерстві культури України.
- 1996 — старший науковий співробітник Державного центру театрального мистецтва ім. Леся Курбаса.
- З березня 1997 по грудень 2000 — головний консультант Комітету з питань культури та духовности ВР України.
- З грудня 2000 по серпень 2001 — завідувач сектору моніторинґу мовної політики, національної політики й релігій, Секретаріат КМ України.
- 2002 — головний редактор газети «Le français».
- з 2006 — керівник української секції Спілки франкомовної преси.
- з березня 2007 по липень2010 — Секретаріат Президента України, завідувач відділу з питань мовної і етнонаціональної політики та державно-церковних відносин департаменту культури та духовності Головної служби гуманітарної політики та з питань збереження національного культурного надбання;
- 12 грудня 2012 — 27 листопада 2014 — помічник-консультант народного депутата України Фаріон Ірини Дмитрівни[2].

Засновник та головний редактор інтернет-проєкту «Нова мова», кореспондент, автор та ведучий програм у Київському бюро радіо «Свобода», зокрема рубрики «А мова як море».
З 2010 року голова Координаційної ради з питань захисту української мови при Київській міській організації «Меморіал» імені В. Стуса.

### Діяльність
Співорганізатор перевезення в Україну робочого кабінету В. Винниченка з Мужену (Франція) у Кіровоградський історико-краєзнавчий музей (1992).
Автор близько 2000 передач (радіо «Свобода»), понад 300 статей та інтерв'ю.
Переклав з французької книги:
- Володимир Косик. «Франція та Україна: Становлення української дипломатії (березень 1917 — лютий 1918)». Пер. з фр. Т. П. Марусик // Львів, Видавничий центр імені Івана Франка, 2004. — 262 с.[4]
- Франсуаза Том. «Кінець комунізму». Пер. з фр. Т. Марусик // Видавничий дім «Козаки», Київ, 1999. — 197 с. — ISBN 966-514-030-9. — ISBN 966-514-031-0
- Ален Безансон. «Лихо століття. Про комунізм, нацизм та окремість Катастрофи» // Видавництво «Пульсари», Київ, 2007. — 135 с. (2007)
- Ален Безансон. «Свята Русь». Пер. з фр. Т. Марусик // Видавництво «Кліо», Київ, 2017. — 111 с.

Член Національної спілки журналістів України, Спілки франкомовної преси (Union de la presse francophone), Національної спілки письменників України.

## Громадська діяльність
Голова творчого об'єднання перекладачів Київської організації Національної спілки письменників України.

## Різне
Державний службовець 4-го рангу (травень 2007).
Володіє французькою мовою.
Захоплення: гори, мандри, книги, футбол.